# 奧蘭治鎮區 (印地安納州費耶特縣)
奧蘭治鎮區（英語：Orange Township）是位於美國印地安納州費耶特縣的一個行政鎮區。

## 地方資料
根據2010年美國人口普查的數據，奧蘭治鎮區的面積為54.80平方千米，當中陸地面積為54.80平方千米，而水域面積為0.00平方千米。當地共有人口736人，而人口密度為每平方千米13.43人。